# 사이토신
사이토신(영어: cytosine, C)은 핵산인 DNA와 RNA에서 발견되는 5가지 주요 핵염기들 중 하나이며, 나머지는 아데닌(A), 구아닌(G), 티민(T), 유라실(U)이다. 사이토신은 헤테로 방향족 고리에 2개의 치환기(고리의 4번 위치에 아민이 있고, 2번 위치에 케톤이 있음)가 결합된 피리미딘 유도체이다. 사이토신의 뉴클레오사이드는 사이티딘이다. 왓슨-크릭 염기쌍에서 사이토신은 구아닌과 3개의 수소 결합을 형성한다.

## 역사
사이토신은 알브레히트 코셀과 알베르트 노이만(Albert Neumann)에 의해 1894년에 발견되었는데, 송아지의 가슴샘(흉선, thymus) 조직으로부터 가수분해를 통해 분리되었다. 사이토신의 구조는 1903년에 제안되었고, 같은 해에 실험실에서 합성되고, 확인되었다.
1997년에 사이토신은 영국 옥스퍼드 대학교의 연구원들이 2큐비트 핵자기공명 양자 컴퓨터(NMRQC)에서 도이치-조사 알고리즘(Deutsch-Jozsa algorithm)을 구현했을 때 초기 데모 양자 정보 처리에 사용되었다.
2015년 3월에 NASA의 과학자들은 우주와 비슷한 실험실 조건에서 피리미딘으로부터 유라실, 티민과 함께 사이토신이 형성되었다고 보고했는데, 이는 피리미딘의 기원은 알 수 없지만 운석에서 피리미딘이 발견되었기 때문에 관심을 끌었다.

## 화학 반응
사이토신은 DNA의 일부, RNA의 일부 또는 뉴클레오타이드의 일부로 발견될 수 있다. 사이티딘 삼인산(CTP)은 효소에 대한 보조 인자로 작용할 수 있으며, 아데노신 이인산(ADP)에 인산기를 전달하여 아데노신 삼인산(ATP)으로 전환시킬 수 있다.
DNA와 RNA에서 사이토신은 구아닌과 염기쌍을 형성한다. 그러나 사이토신은 선천적으로 불안정하며, 자발적인 탈아미노화로 인해 유라실로 전환될 수 있다. 이것은 DNA에서 유라실을 제거하는 유라실 글리코실레이스와 같은 DNA 복구 효소들에 의해 수복되지 않으면 점 돌연변이가 발생할 수 있다.
RNA의 코돈에서 코돈의 세 번째 염기는 상호교환될 수 있기 때문에 코돈의 세 번째 염기의 사이토신과 유라실은 동일한 뜻을 나타낸다. 예를 들어, UCU, UCC, UCA, UCG는 코돈의 세 번째 염기와 관계 없이 모두 세린을 지정한다.
사이토신은 또한 DNA 메틸트랜스퍼레이스라고 불리는 효소에 의해 5-메틸사이토신으로 메틸화되거나, 메틸화되고 하이드록시화되어 5-하이드록시메틸사이토신을 생성할 수 있다. 사이토신 탈아미노효소의 APOBEC 군에 의한 사이토신 또는 5-메틸사이토신의 효소적 탈아미노화는 생명체의 진화 뿐만 아니라 다양한 세포 과정에 유익하거나 유해한 영향을 미칠 수 있다. 반면에 5-하이드록시메틸사이토신에 대한 탈아미노화의 영향은 아직 완전히 이해되고 있지 않다.

## 이론적 측면
사이토신은 운석에서 발견되지 않았으며, 이것은 DNA와 RNA의 최초의 가닥이 사이토신을 얻기 위해 다른 곳을 찾아야 했다는 것을 암시한다. 사이토신은 일부 운석의 모체 내에서 형성되었을 가능성이 있지만, 유라실로 전환되는 자발적인 탈아미노화 반응으로 인해 운석 내에서 지속적으로 존재하지 못했을 것이다.